# کشیشتوف ازواریچ
کشیشتوف ازواریچ (لهستانی: Krzysztof Zwarycz؛ زادهٔ ۱۳ دسامبر ۱۹۹۰) وزنه‌بردار اهل لهستان است.
وی در مسابقات کشوری و بین‌المللی در مجموع برندهٔ ۱ مدال نقره، ۱ مدال برنز شده‌است.